# Villetoureix
Villetoureix é uma comuna francesa na região administrativa da Nova Aquitânia, no departamento Dordonha. Estende-se por uma área de 16,57 km². Em 2010 a comuna tinha 933 habitantes (densidade: 56,3 hab./km²).